# Lansing Mall
Lansing Mall es un centro comercial cerrado ubicado en Delta Charter Township, en el estado de Míchigan (Estados Unidos), a las afueras de Lansing, la capital del estado. Inaugurado en julio de 1969, el mismo año que su competidor de la ciudad, Meridian Mall, Lansing Mall consta de 77 114,3 m² de área bruta locativa, con aproximadamente 60 tiendas y restaurantes, además de un patio de comidas. Sus tiendas ancla originales eran Wurzburg's, Federal's y Montgomery Ward. Solo tres años después de la apertura, Wurzburg's y Federal's fueron reemplazados por JW Knapp Company (Knapp's) y Robert Hall Village, respectivamente. En 1979, el espacio de Robert Hall fue desocupado como parte de un proyecto de expansión que también agregó un nuevo ala del centro comercial que termina en Hudson, mientras que J. C. Penney reemplazó a Knapp un año después y Mervyn se unió en 1987. Las tiendas ancla del centro comercial se mantuvieron sin cambios entre entonces y la primera década del siglo XXI: Hudson's se vendió a Marshall Field's, que luego fue comprada por Macy's, mientras que Montgomery Ward y Mervyn's en bancarrota fueron reemplazados por Younkers y una película de Regal Entertainment Group. teatro. Tras los cierres de Macy's y Younkers, la única tienda ancla operativa del centro comercial es J. C. Penney. Otros inquilinos importantes incluyen Dunham's Sports, Barnes & Noble, un patio de comidas y un cine con 12 pantallas. El centro comercial está administrado y es propiedad de Kohan Retail Investment Group.

## Historia
Lansing Mall fue construido por Forbes-Cohen, desarrolladores de centros comerciales con sede en Detroit, en las afueras de la capital del estado Lansing, dentro de Delta Township a lo largo de la M-43 (Saginaw Highway). Se abrió oficialmente al público el 31 de julio de 1969. Originalmente, incluía tres tiendas ancla: Montgomery Ward en el extremo este, Federal's en el extremo occidental y Wurzburg's, una tienda por departamentos con sede en Grand Rapids, en el medio. Otros inquilinos importantes en la apertura fueron Cunningham Drug, Schensul's Cafeteria y McCrory. Wurzburg's vendió su tienda a J. W. Knapp Company (Knapp's) con sede en Lansing en marzo de 1972, para centrarse en sus tiendas del área de Grand Rapids. En diciembre del mismo año, Federal anunció el cierre de seis tiendas debido a una declaración de quiebra, incluida la tienda Lansing Mall y una segunda ubicación en el área de Lansing en el centro comercial Frandor. Robert Hall Clothes anunció a finales de 1974 que abriría una tienda de descuento Robert Hall Village en el antiguo espacio federal. Esta tienda también duró solo tres años, y su inventario se liquidó en 1977 después de que Robert Hall se declarara en bancarrota.
En 1979, el centro comercial experimentó una expansión en dos fases. La primera fase dividió la antigua tienda ancla de Federal's/Robert Hall Village en un nuevo vestíbulo del centro comercial, que presentaba áreas de asientos suaves, jardineras con árboles ficus y tragaluces. Las tiendas presentes en esta expansión incluyeron The Limited, Casual Corner, Lane Bryant, The Gap y Herman's World of Sporting Goods, junto con un grupo de restaurantes que incluía Elias Bros. Big Boy, York Steak House, Hot Sam Pretzels, Gran experiencia de Hot Dog, Morrow's Nuts, Mrs. Fields y Olga's Kitchen. La segunda fase, con una decoración idéntica, consistió en una nueva ala que se extendía hacia el oeste más allá de la primera fase de expansión, agregando varias tiendas nuevas junto con los grandes almacenes Hudson. Después de que se completó la expansión, el centro comercial contó con más de 105 inquilinos. Un año después de esta expansión, Knapp's también se declaró en bancarrota y vendió su ubicación en Lansing Mall, junto con las de Meridian Mall en las cercanías de Okemos y Westwood Mall en Jackson, a J. C. Penney. Después del cierre de York Steak House, su espacio se utilizó para crear un patio de comidas conocido como Picnic, que abrió sus puertas en agosto de 1984. En el patio de comidas se incluyeron nueve restaurantes, asientos para 299 clientes y nuevas macetas. Como estaban adyacentes al Picnic, muchos de los restaurantes agregados en la expansión de 1979 también se consideraron parte de él.

### Desde los años 1980 hasa mediados de los años 1990
Otra expansión del centro comercial se anunció en 1986 y se completó un año después, que consistía en una nueva ala anclada por una tienda por departamentos Mervyn. La apertura de esta tienda fue parte de la entrada de esa cadena en el mercado de Míchigan, que comprendía varias otras tiendas en todo el estado, incluida una segunda tienda en el área de Lansing en Meridian Mall. La construcción de esta ala requirió la demolición de un predio original, el Lansing Mall Theatre, que fue el último cine de pantalla única en el área de Lansing. La expansión de Lansing Mall, que se extendía hacia el norte desde el Picnic, consistió en quince nuevos escaparates, incluidos Lerner New York (ahora conocido como New York & Company) y LeRoy's Jewelers, junto con las reubicaciones de Waldenbooks y otros tres inquilinos existentes. Además, Taco Bell se unió al patio de comidas.
Se produjeron muchos cierres de tiendas en el centro comercial a principios de la década de 1990, incluidas cinco cadenas de tiendas de ropa y una panadería T. J. Cinnamons, todas a fines de 1991 y principios de 1992. A pesar de estos cierres, el centro comercial también ganó Champs Sports y una tienda de un dólar, y su nivel de ocupación del 92 por ciento fue más alto que la tasa de ocupación promedio del 85 por ciento para los centros comerciales en el Medio Oeste en ese momento. Limited Brands (ahora L Brands) abrió tres tiendas que entonces eran de su propiedad en 1993: una tienda combinada Limited Express/Structure (ahora conocida como Express y Express Men, respectivamente) y Victoria's Secret. El Limited Express/Structure combinado tomó el lugar de World of Sporting Goods de Herman, que había cerrado a principios de año. Según el entonces gerente general del centro comercial, Limited Brands había querido abrir las tres marcas en el centro comercial durante varios años, y las tres eran muy demandadas por los compradores debido a su presencia en Meridian Mall. Después de estas adiciones, los centros comerciales Lansing y Meridian tenían casi 60 tiendas en común y casi 40 más que eran exclusivas de cada uno. En 1995, el centro comercial recibió nuevas macetas y un puesto de servicio al cliente ampliado. Mientras tanto, RadioShack y Regis Hairstylists se mudaron a nuevos escaparates, Lane Bryant expandió su tienda existente y se unieron Buckle, Bombay Company y Pacific Sunwear. Estos fueron seguidos en 1996 por Gymboree, Bath & Body Works y la segunda Disney Store en el estado de Míchigan.

### Desde finales de los años 1990 hasta mediados de los años 2010
En 1996, Forbes-Cohen vendió el centro comercial a General Growth Properties, quien inmediatamente comenzó una renovación de 24 millones de dólares. Como parte de esta renovación, los vestíbulos del centro comercial recibieron nuevos azulejos, tragaluces y áreas para sentarse, mientras que el exterior recibió nueva iluminación y señalización. Además, se duplicó el tamaño del área de asientos del patio de comidas y se renovaron los baños del centro comercial. Tras el cierre de Montgomery Ward en mayo de 1999, muchas renovaciones se centraron en el ala este del centro comercial. Old Navy abrió en julio de 2000, desplazando siete escaparates más pequeños en esa ala. Una de estas tiendas, Men's Wearhouse, se mudó a un nuevo escaparate con acceso exterior. Barnes & Noble abrió dos meses después, desplazando siete escaparates más en esa ala y provocando el cierre de B. Dalton, que era propiedad de la misma empresa en ese momento. En este punto también se unieron dos nuevos restaurantes: Panera Bread y Genghis Grill, cuya ubicación fue la primera en Míchigan y la primera en estar ubicada en un centro comercial. El antiguo edificio de Montgomery Ward fue alquilado por Younkers en 2002, aunque la construcción de la tienda se retrasó. Saks, Inc., entonces propietarios de la cadena Younkers, había comprado el edificio de Montgomery Ward en 1997 y tenía la intención de convertirlo en ese momento, pero carecía de las finanzas para construir la tienda en ese momento. Como resultado, General Growth volvió a comprar el edificio y, una vez que Montgomery Ward cerró, arrendó el espacio a Younkers. El antiguo centro de reparación automotriz de Montgomery Ward, ubicado al este de la tienda, fue demolido y reemplazado por un Best Buy, que también se inauguró en 2002. Dos años después de que se completara esta expansión, Dunham's Sports tomó más espacio en el ala de Younkers.
En 2006 se produjeron más cambios en las tiendas ancla: Mervyn's cerró en enero de ese año y se convirtió en Steve & Barry's ese noviembre. TJ Maxx se mudó al centro comercial en marzo de 2006, reemplazando una tienda antigua al otro lado de la calle. La apertura de TJ Maxx reemplazó varios escaparates, incluidas tres tiendas que cerraron por completo (The Gap, Buckle y Bombay Company), junto con otras dos (FYE y Foot Locker) que se trasladaron a otra parte del centro comercial. Tanto Steve & Barry's como Old Navy cerraron en el centro comercial en 2009.
General Growth escindió la administración de 30 propiedades de centros comerciales, incluido Lansing Mall, en una nueva división llamada Rouse Properties en 2011. En enero de 2013, Regal Entertainment Group anunció que construiría una sala de cine de 4645 m² y 12 pantallas en el sitio del ancla desocupada de Mervyn's/Steve & Barry's. El nuevo teatro se inauguró en julio de 2014. I Love This Bar & Grill de Toby Keith comenzó a construir un bar en varios escaparates adyacentes al teatro en 2013, pero la construcción se detuvo debido a que varios contratistas presentaron embargos contra los propietarios de la cadena por no "reembolsarlos de manera oportuna y completa ". Como resultado, la cadena fue desalojada de la propiedad aún sin terminar y Rouse Corporation ganó una demanda de 6.2 millones de dólares contra sus propietarios. Un bar local conocido como Tequila Cowboy finalmente se hizo cargo del espacio y abrió allí en diciembre de 2015.

### Desde finales de los años 2010 hastas 2020
Macy's anunció en enero de 2017 que su tienda en Lansing Mall cerraría ese año, junto con otras tres en Míchigan. Otro ancla quedó vacante en 2018 cuando The Bon-Ton, que asumió la propiedad de la cadena Younkers en 2006, se declaró en quiebra y se sometió a liquidación en todas las tiendas. El cierre de estas tiendas ancla ha coincidido con el cierre de varios otros inquilinos en línea. Un artículo de mediados de 2018 en el Lansing State Journal señaló que el centro comercial tenía más de 15 vacantes y varios otros escaparates que habían sido reutilizados como exhibidores de tiendas. Los cierres en este punto incluyeron Vitamin World, rue21, y Finish Line, el último de los cuales fue reutilizado como una iglesia de fachada. Además, Tequila Cowboy cerró en marzo de 2019. Más tarde ese año, fue reemplazado por un nuevo lugar de música en vivo completamente renovado llamado Overdrive. Sin embargo, Overdrive cerró en 2020 debido a la pandemia de COVID-19. También en 2019, surgió una nueva señal del declive del centro comercial cuando los inquilinos Panera Bread y Chipotle anunciaron planes para desalojar el centro comercial y reabrir cerca. Desde entonces, Panera se ha trasladado a un edificio independiente adyacente al estacionamiento, mientras que Chipotle está en conversaciones para mudarse a la plaza comercial al otro lado de la calle. En noviembre de 2019, Houlihan's, un restaurante que había estado en el centro comercial durante casi 40 años, cerró abruptamente y anunció en su página de Facebook que el alquiler alto era un factor determinante. Camiones de mudanza estaban presentes en el restaurante al día siguiente, recogiendo artículos. En octubre de 2020, Brookfield Properties puso a la venta el centro comercial.
En marzo de 2021, Brookfield Properties vendió el centro comercial a Kohan Retail Investment Group. En el momento de la venta, el centro comercial estaba arrendado aproximadamente en un 56 por ciento. En septiembre de ese año, TJMaxx se trasladó al nuevo centro comercial Delta Crossings.